# Walter Benjamin
Walter Bendix Schoenflies Benjamin (n. 15 iulie 1892, Berlin, Imperiul German – d. 26 septembrie 1940, Portbou, Catalonia, Spania) a fost un filozof german, critic literar și traducător al operelor lui Balzac, Baudelaire și Marcel Proust.

## Viața și opera
Benjamin a fost cunoscut prin intermediul eseurilor sale filozofice și datorită activității sale de critic literar. Ca sociolog al culturii și critic cultural a combinat ideile misticismului iudaic cu materialismul dialectic într-o operă care era o nouă variantă a filozofiei marxiste și a contribuit la formularea unei noi teorii estetice. A fost traducătorul în limba germană a textelor lui Marcel Proust și Charles Baudelaire, iar eseul său „Sarcina traducătorului” este considerat unul din cele mai valoroase articole scrise vreodată despre traducere.

## Passagenwerk
Passagenwerk sau „Proiectul Arcadelor”, proiect la care Benjamin a lucrat întreaga sa viață, urma să fie o colecție enormă de scrieri despre viața urbană a Parisului în secolul al XIX-lea, cu un accent special pus asupra pasajelor pietonale, acoperite de „arcade”, ce creau o viață a străzii distinctă și a determinat apariția culturii și a fenomenului flânerie. 
Proiectul, despre care mulți învățați cred că ar fi putut deveni cel mai important text de critică culturală a secolului al XX-lea, nu a fost totuși finalizat. A fost, însă, publicat postum, în forma sa neterminată, în mai multe limbi.

## Școala de la Frankfurt
Benjamin a corespondat intens cu Gerhard Scholem, Theodor W. Adorno și Bertolt Brecht și a primit fonduri pentru cercetare de la Școala de la Frankfurt condusă de Adorno și Horkheimer. 
Influența ideilor marxiste ale lui Brecht, în special a teoria critică dezvoltată de Adorno, și a misticismului iudaic al prietenului său Gerhard (Gershom) Scholem au fost decisive pentru opera lui Benjamin, deși acesta nu a reușit să armonizeze aceste curente contradictorii. 
Eseul "Despre conceptul de istorie", mai cunoscut sub numele de "Teze ale unei filozofii a istoriei", este cel mai aproape de această sinteză, și alături de "Opera de artă în era reproductibilității mecanice", figurează printre operele sale cele mei citate. 
În a noua parte a eseului "Teze ale unei filozofii a istoriei", Benjamin interpretează o pictură a lui Paul Klee. Benjamin și-a concentrat atenția asupra epistemologiei, teoriei limbajului, alegoriei, si filozofiei istoriei. A scris de asemenea eseuri despre Franz Kafka, Marcel Proust și Bertolt Brecht. 
Benjamin a lansat conceptul de aură a operei de artă în eseul său "Opera de artă în era reproductibilității mecanice". Benjamin a scris și opere cu caracter memorialistic despre copilăria sa la Berlin, vizita în Uniunea Sovietică precum și un text despre consumul de droguri, intitulat Hașiș.
În noaptea dintre 27-28 septembrie 1940 Benjamin s-a sinucis la Portbou la granița dintre Spania și Franța, în timp ce încerca să scape de naziști. Grupul său a fost oprit de autorități dar fost lăsat să treacă granița a doua zi. Cu această ocazie, manuscrisul complet al Proiectului Arcadelor a dispărut și nu a mai fost niciodată găsit.
Benjamin a fost cumnatul Hildei Benjamin.

## Opere
- "Goethes Wahlverwandtschaften" (Afinitățile Elective ale lui Goethe / 1922),
- Ursprung des deutschen Trauerspiels (Originea dramei tragice germane / 1928),
- Einbahnstraße (Strada cu sens unic/ 1928),
- Das Kunstwerk im Zeitalter seiner technischen Reproduzierbarkeit (Lucrarea de artă în epoca reproductibilității sale tehnice - în limba română, Opera de arta în era reproducerii mecanice / 1936, în limba engleză).
- Berliner Kindheit um 1900 (Copilăria în Berlin în jurul anului 1900 / 1950, publicată postum),
- Über den Begriff der Geschichte (Despre conceptul de istorie (Teze ale filozofiei istoriei ) / 1939, publicat postum).

## Cărți traduse în limba engleză
- Illuminations. ISBN 0-8052-0241-2.
- Reflections. ISBN 0-8052-0802-X.
- Selected Writings in four volumes, from Harvard University Press. ISBN 0-674-94585-9 (vol. 1), ISBN 0-674-94586-7 (vol. 2), ISBN 0-674-00896-0 (vol. 3), ISBN 0-674-01076-0 (vol. 4).
- The Arcades Project. ISBN 0-674-00802-2.

## Cărți traduse în limba română
- Iluminări, o antologie de texte traduse de Catrinel Pleșu, prima ediție, Univers, 2002, ed a doua Ideea Europeana, 2004